# Andrejs Prohorenkovs
Andrejs Prohorenkovs (Ogre, 5 de fevereiro de 1977 – 1 de maio de 2025) foi um futebolista letão que jogou a maior parte de sua carreira no Maccabi Tel Aviv.

## Carreira de clubes
- Começou no FK Interskonto (Letônia) em 1994, passando depois por clubes na Polônia (Hutnik Varsóvia, Odra Opole, Górnik Zabrze), Israel (Maccabi Kiryat Gat, Maccabi Tel Aviv), Rússia (Dynamo Moscou), Espanha, Grécia e novamente na Letônia (Liepājas Metalurgs, FC Jūrmala, FK Ogre).[1]
- Conquistou o Campeonato Israelense em 2002–03 e a Copa de Israel em 2004–05 com o Maccabi Tel Aviv.[2]
- Ganhou também o campeonato letão com o Liepājas Metalurgs em 2009.[3]

## Morte
Andrejs morreu no dia 1° de maio de 2025, aos 48 anos, vitimado por um câncer.